# نیدمور، شهرستان تری، تگزاس
نیدمور (به انگلیسی: Needmore) یک منطقهٔ مسکونی در ایالات متحده آمریکا است که در تگزاس واقع شده‌است. نیدمور ۳۵ نفر جمعیت دارد و ۱٬۰۴۰٫۹ متر بالاتر از سطح دریا واقع شده‌است.